# Ковач Іван Іванович (футболіст)
Іван Іванович Ковач (нар. 3 червня 1947, с. Доманинці, Закарпатська область, УРСР) — радянський футболіст, воротар.
Вперше зіграв за «Карпати» 8 квітня 1972 року у матчі проти московського ЦСКА.